# 올리버와 친구들
《올리버와 친구들》(영어: Oliver & Company)은 월트 디즈니 피처 애니메이션이 제작한 1988년 미국 만화 영화이다.

## 줄거리
무대는 현대 뉴욕으로,고양이 올리버가 버려진 고양이 무리에 있다가
사람들이 한 마리 한 마리 집어가게 되자,올리버는 혼자 남게 되었다.
다음날,올리버는 여유롭게 보이는 개,다저가 핫도그 장수에게서 핫도그를 훔치는 걸
보고 그를 따라 나서,그의 패거리에게 들어갔다.
그 개들의 주인인 파긴은 사익스에게 빚이 밀려있어,사익스는 파긴에게 경고하고
다음날 파긴은 개들과 올리버를 데리고 어떻게든 돈을 모으려 나간다.
그러던 중,올리버는 다른 사람의 차에 타게 되었는데
한 부잣집 소녀가 타고 있었다.제니라고 하는 그 소녀는 부모님이 출장을 나가서
외롭게 지내고 있는 와중이라 올리버를 무척 귀엽게 여기고 키우기로 했다.
한편,다저와 개들은 올리버를 어떻게 해서든 구출해내려고 한다.

## 등장인물
- 올리버(Oliver)

성우:조이 로렌스(Joey Lawrence)(한국어 더빙:오승윤)
호기심 많은 어린 고양이. 뉴욕 거리를 헤메다가 다저를 따라가 그의 패거리에 들어가게 된다.
- 다저(Dodger)

성우:빌리 조엘(Billy Joel)(한국어 더빙:최원형)
잭러셀테리어. 애완견 패거리의 리더 격인 여유로운 성품의 소유자. 올리버의 보호자 같은 역할을 한다.
- 파긴(Fagin)

성우:돔 드루이스(Dom DeLuise)(한국어 더빙:김환진)
다저를 위시한 애완견 패거리의 주인. 빚더미에 고생하고 있다.
- 사익스(Sykes)

성우:로버트 로자(Robert Loggia)(한국어 더빙:한상덕)
악랄한 사채업자.
- 티토(Tito)

성우:치치 마린(Cheech Marin)(한국어 더빙:이재명)
작은 치와와. 패거리 중에서 유달리 튀기 좋아하고 말이 많다.
- 프란시스(Francis)

성우:로스코 리 브라운(Roscoe Lee Browne)(한국어 더빙:온영삼)
불독. 고고한 성품의 소유자로, 티토에 의해 자주 '프랭키'라고 불리는 것을 싫어한다.
- 리타(Rita)

성우:셰릴 리 랠프(Sheryl Lee Ralph)(한국어 더빙:이선)
살루키. 애완견 패거리의 홍일점. 세상물정에 밝으며 올리버를 보호한다.
- 아인슈타인(Einstein)

성우:리처드 멀리건(Richard Mulligan)(한국어 더빙:박상일)
그레이트데인. 애완견 패거리 중에서 가장 덩치가 크지만, 수줍음 많고 상냥하다.
- 조제트(Georgette)

성우:벳 미들러(Bette Midler)(한국어 더빙:김혜미)
제니가 키우는 스탠다드 푸들. 티토랑 연애 플래그를 꽂는다.
- 제니(Jenny)

성우:나탈리 그레고리(Natalie Gregory)(한국어 더빙:전성초)
우연히 차에 들어온 올리버를 데려간 부잣집 아이.
- 윈스턴(Winston)

성우:윌리엄 글로버(William Glover)(한국어 더빙: 이종구)
폭스워스 가(Foxworth family)의 집사. 간혹 갈팡질팡하지만 충직한 성품의 소유자다.
- 로스코(Roscoe), 데소토(Desoto)

성우:토린 블라크(Taurean Blacque), 칼 웨인트롭(Carl Weintraub)(한국어 더빙:장광, 서문석)
사익스가 키우는 사나운 도베르만들.

## 음악
유명한 곡으로는 다음과 같은 곡이 있다:
- "Once Upon A Time In New York City"
- "Why Should I Worry?"
- "Streets of Gold"
- "Perfect Isn't Easy"
- "Good Company"